# 위세아이텍
위세아이텍(Wise iTech)은 대한민국의 빅데이터 기업이다.

## 역사
- 1990년 9월에 김종현 전 대표이사가[3] 위세정보기술을 설립하였다.[4]
- 2018년 4월 코넥스 시장에 상장하였다.[5]
- 2023년 김종현 위세아이텍 전 대표가 별세하였다.[6]
- 2023년 김 전 대표의 지분이 김다산 대표에게 상속증여되고 김 전 대표의 장남 김다산이 대표이사에 선임되었다.[7]

## 사업
- AI 플랫폼
- 빅데이터 분석
- 메타버스
- 비즈니스 인텔리전스(BI): ’와이즈인텔리전스(WiseIntelligence)’라는 솔루션을 통해 데이터 활용과 분석 시스템의 고도화를 지원